# Andrzej Chowaniec
Andrzej Chowaniec (ur. 1 stycznia 1958 w Kojszówce) – polski hokeista, olimpijczyk.
Zawodnik grający na pozycji obrońcy. Wychowanek i zawodnik Podhala Nowy Targ, Legii Warszawa oraz ES Bittburg (Niemcy). Z Podhalem cztery razy zdobywał tytuł mistrzowski w 1976, 1977, 1978, 1987 i dwa razy wicemistrzowski w 1982 i 1986. W polskiej lidze rozegrał 410 spotkań strzelając 80 bramek.
Olimpijczyk z 1984 z Sarajewa oraz uczestnik czterech turniejów o mistrzostwo świata. W reprezentacji kraju rozegrał 39 meczów, z czego 23 w meczach na mistrzostwach świata i igrzyskach olimpijskich.
Po wygraniu przez Polskę turnieju mistrzostw świata Grupy B w 1985 i uzyskanym awansie do Grupy A został odznaczony Brązowym Medalem za Wybitne Osiągnięcia Sportowe.